# Kiss and cry

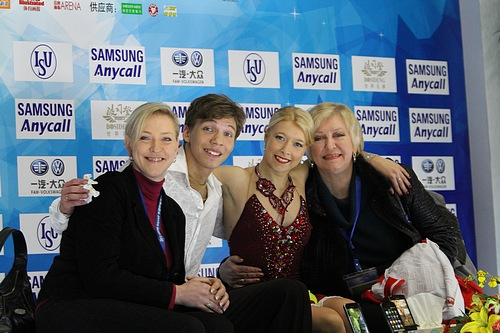
Para taneczna Bobrowa / Sołowjow z trenerkami w Kiss and cry (2010)

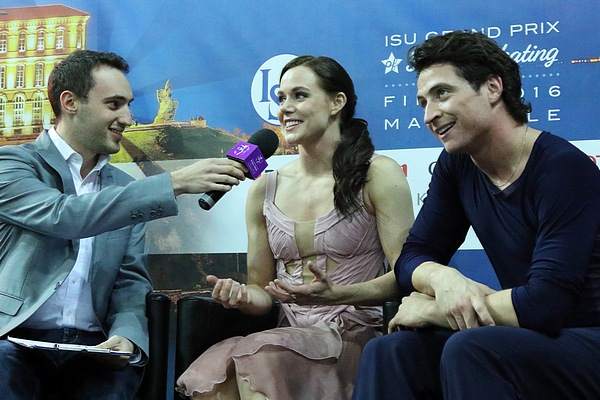
Para taneczna Virtue / Moir udzielająca wywiadu w Kiss and cry po zdobyciu trzeciego tytułu mistrzów świata (2017)

Kiss and cry – w żargonie łyżwiarskim określenie strefy przy lodowisku, w której po zakończonym występie zawodnicy wraz z trenerami wspólnie czekają na wyniki występu oraz niekiedy przeprowadzane są z nimi wywiady po zakończeniu zawodów.
Obszar ten zazwyczaj znajduje się w rogu lub na końcu lodowiska i jest wyposażony w ławkę lub krzesła dla łyżwiarzy, trenerów i monitory na których wyświetlane są wyniki. Kiss and cry jest często udekorowane kwiatami, reklamami sponsorów lub innym tłem, które jest często pokazywane w transmisji telewizyjnej zawodów. W podobnym otoczeniu oceniani są również łyżwiarze synchroniczni i gimnastycy.
Nazwa tego miejsca pochodzi od wielu emocji, zarówno pozytywnych jak i negatywnych, które towarzyszom łyżwiarzom po udanym lub nieudanym występie.